# Harpoon Blues Band
Harpoon Blues Band je hrvatski blues sastav iz Splita. Uz Otprilike ovako je najpoznatiji splitski blues sastav i vodeći na splitskoj blues pozornici. Danas su možda najatraktivniji hrvatski blues sastav.

## Povijest
Počelo je tako što su poznati splitski gitarist Jadran Vušković (Daleka obala) i pjevač i usnoharmonikaš Predrag Lovrinčević, ljeta 2006. godine krenuli s neobveznom akustičnom svirkom po splitskim klubovima gdje su kao akustični duo izvodili blues standarde. Pridružili su im se uskoro gitarist Vicko Franić, basist Duje Čoko i bubnjar Joško Radić te su osnovali sastav Akustik 6 i pod tim su imenom nastupali u poluakustičnoj formi. Vrativši se s festivala bluesa u Županji odlučili su se sasvim "elektrificirati", što je za posljedicu nosilo promjenu imena, jer više nisu bili "akustični". Travnja 2007. godine, godinu poslije nego su Vušković i Lovrinčević krenuli svirati kao duo, skupina se splitskih glazbenika i zaljubljenika u blues napokon nazvala Harpoon Blues Band. Ime Harpoon je igra riječi, pri čemu je za morski ugođaj Splita je u izgovoru imena harpun, a u korijenu riječi je američki naziv za usnu harmoniku (harp). Svirali su atraktivno, ostvarila se dobra vibracija i uslijedili su pozivi na svirke u klubovima i na festivalima. Glazbeni repertoar činile su im od osnivanja do danas obrade svjetskih plesnih blues, jive & rock and roll standarda u razdoblju od 50-ih do 80-ih godina 20. stoljeća: klasici izvođača Muddy Watersa, Willie Dixona, Little Waltera, Big Joe Williamsa, Howlin Wolfa, ali i bandova poput Doorsa, Led Zeppelina, ZZ Topa, Johna Mayalla, Canned Heata, Black Keysa, White Stipesa i dr. Projekt se razvio. Nastupali su diljem Hrvatske i bližeg inozemstva (BiH, Slovenija). Nastupili su više od 600 puta: klubovi, gradske manifestacije i blues rock festivalima. Surađivali su brojnim hrvatskim izvođačima ali i inozemnim. Od hrvatskih se ističe suradnja s Zdenkom Kovačiček, s kojom su zašli i u jazz i soul. Glazbeni im se izričaj žanrovski proširio na blues rock, rhythm'n'blues, Chicago blues i West Coast blues.

## Članovi
U sastavu sada sviraju Predrag Lovre Lovrinčević (usna harmonika, vokal), Ivan Gilić (klavijature, vokal), Branko Grašo, Tomislav Primorac (bas, vokal) i Vice Ercegović (električna gitara). Kroz kraće i dulje vrijeme u sastavu su svirali poznati splitski glazbenici: Jadran Vušković Žogo, Darko Aljinović, Vicko Franić, Duje Čoko, Joško Radić (bubnjevi), Ivan Cinotti, Toni Silobrčić, Mijo Vrvilo, Ivana Čović, Zoran Tasić te britanski glazbenik Carl Reuter (umro 2011.).

## Vanjske poveznice
- Harpoon Blues na Facebooku